# Weintrauboa plana
Weintrauboa plana is een spinnensoort in de taxonomische indeling van de Pimoidae.
Het dier behoort tot het geslacht Weintrauboa. De wetenschappelijke naam van de soort werd voor het eerst geldig gepubliceerd in 2009 door Xu & S. Q. Li.